# أسديمة
أسديمة إحدى قرى مركز كفر الزيات التابع لمحافظة الغربية بجمهورية مصر العربية.

## التاريخ
قرية أسديمة من القرى القديمة، حيث وردت باسم «سديمه» في أعمال الغربية ضمن قرى الروك الصلاحي التي أحصاها ابن مماتي في كتاب قوانين الدواوين، كما وردت باسم «سديمه» في أعمال الغربية ضمن قرى الروك الناصري التي أحصاها ابن الجيعان في كتاب «التحفة السنية بأسماء البلاد المصرية».
وردت باسم «سديمه» في التربيع العثماني الذي أجراه الوالي العثماني سليمان باشا الخادم في عصر السلطان العثماني سليمان القانوني ضمن قرى ولاية الغربية، وفي تاريخ 1228هـ/1813م الذي عدّ قرى مصر بعد المسح الذي قام به محمد علي باشا باسم «إسديمة».

## السكان
بلغ عدد سكان أسديمة 3784 نسمة حسب تقدير عام 2018.
| السنة  | 1897 | 1907 | 1927 | 1947 | 1960 | 1976 | 1986 | 1996 | 2006  | 2018 |
| ------ | ---- | ---- | ---- | ---- | ---- | ---- | ---- | ---- | ----- | ---- |
| القرية | 1785 | 2282 | 2550 | 1877 | 1991 | 2252 | 2616 | 3234 | 3,746 | 3784 |